# Переплетка Олександр Миколайович
Олександр Миколайович Переплетка (нар. 25 листопада 1939) — радянський футболіст та тренер. Виступав на позиції захисника.

## Кар'єра гравця
Футбольну кар'єру розпочав у бендерівському «Ніструлі». По ходу сезону 1964 року перейшов до олександрійського «Шахтар», проте вже по ходу наступного сезону опинився в ізмаїльському «Дунайці». У 1968 році повернувся до «Шахтаря», у футболці якого зіграв 44 матчі та відзначився 1 голом. По завершенні сезону закінчив професіональну кар'єру. У 1972 році знову захищав кольори олександрійських «гірників», які виступали в 4-й українській зоні чемпіонату серед КФК.

## Кар'єра тренера
По завершенні кар'єри футболіста розпочав тренерську діяльність. Працював тренером у групі підготовки олександрійського «Шахтаря». З 1971 по 1974 рік допомагав тренувати дорослу команду олександрійського «Шахтаря».